# Brian Tyree Henry
Brian Tyree Henry (sinh ngày 31 tháng 3 năm 1982) là nam diễn viên người Mỹ. Anh được biết đến với vai Paper Boi trong sê-ri phim hài Atlanta (2016-nay), vai diễn đã mang về cho anh một đề cử giải Primetime Emmy ở hạng mục Nam phụ xuất sắc nhất. Sự nghiệp của Henry bắt đầu thành công từ năm 2018 khi anh vào vai chính trong các phim Widows, If Beale Street could Talk hay Người Nhện: Vũ trụ mới. Năm 2019, anh tiếp tục tham gia các phim Don't Let Go và Child's Play.

## Thời thơ ấu
Henry sinh ra tại Fayetteville, bang North Carolina. Cha anh làm trong quân đội, mẹ anh, bà Willow Dean Kearse, là một giáo viên. Henry từng theo học tại Đại học Morehouse ở thành phố Atlanta, bang Georgia. Đến đầu những năm 2000, anh dần chuyển hướng từ học kinh doanh sang làm diễn viên. Anh theo học và tốt nghiệp trường sân khấu của Đại học Yale.

## Phim đã tham gia

### Điện ảnh
| Năm  | Tên phim                    | Vai diễn            | Ghi chú |
| ---- | --------------------------- | ------------------- | ------- |
| 2018 | Người Nhện: Vũ trụ mới      | Jefferson Davis     |         |
| 2019 | Búp bê sát nhân             | Thám tử Mike Norris |         |
| 2021 | Godzilla đại chiến Kong     | Bernie Hayes        |         |
| 2021 | Chủng tộc bất tử            | Phastos             |         |
| 2024 | Godzilla x Kong: Đế chế mới | Bernie Hayes        |         |